# Nychiodes anastomosaria
Nychiodes anastomosaria är en fjärilsart som beskrevs av Wagner 1919. Nychiodes anastomosaria ingår i släktet Nychiodes och familjen mätare. Inga underarter finns listade i Catalogue of Life.